# Yi Kwang-su
Yi Kwang-su (hangŭl: 이광수; Chŏngju, 1º febbraio 1892 – Manp'o, 25 ottobre 1950) è stato uno scrittore, giornalista e attivista sudcoreano.
Gli pseudonimi con cui pubblicava i suoi lavori erano Chunwon e Goju.

## Biografia
Salito alla ribalta per aver scritto il romanzo Mujong (Senza cuore), Yi Kwang-su è considerato il "padre della letteratura coreana moderna". Rimase orfano da bambino all'età di 10 anni, dopodiché andò a vivere con una famiglia di credo donghak (il donghak è un movimento accademico ispirato al neoconfucianesimo). Nel 1904, durante il periodo della Rivoluzione Contadina Donghak, Yi si trasferì a Seul nel tentativo di evitare le autorità. Nel 1905 partì alla volta del Giappone per dedicarsi agli studi, tornando in Corea nel 1913, dove iniziò ad insegnare alla scuola Osan di Jeongju.
Nel 1919 si trasferì in Cina, a Shanghai, dove lavorò come membro del Governo Provvisorio Coreano e divenne direttore del giornale The Independent, un quotidiano locale di Shanghai. Yi tornò in Corea nel 1921 e creò l'Alleanza per l'Auto-Miglioramento, fondata su principi di illuminazione ed auto-aiuto. Dal 1923 al 1934 perseguì la carriera giornalistica, lavorando per diversi quotidiani, due dei quali sono pubblicati ancora oggi (il Dong-a Ilbo e il Chosun Ilbo).

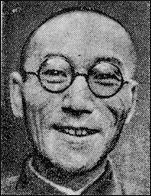
Yi Kwang-su nel 1942

Dopo la fine della Seconda Guerra Mondiale, la Commissione Speciale per l'Investigazione di Attività Anti-Nazionaliste giudicò Yi colpevole di collaborazione con i giapponesi. Nel 1950 l'autore fu catturato dall'esercito della Corea del Nord e morì prigioniero a Manpo, il 25 ottobre dello stesso anno, probabilmente per aver contratto la tubercolosi.

## Opere

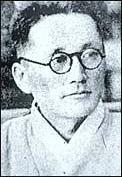
Yi Kwang-su

Yi era scrittore di saggi come di romanzi. I suoi saggi riflettevano soprattutto le sue idee sul bisogno di una coscienza ed un'identità nazionali e nazionaliste, mentre la sua prosa fu il primo esempio di letteratura moderna in Corea. Il romanzo grazie al quale diventò famoso, Senza cuore, è una storia d'amore che nasconde al suo interno questioni di identità nazionale e modernità, in un'epoca in cui la Corea si trovava davanti ad un bivio tra tradizione e modernizzazione, e in cui il Paese soffriva di seri conflitti tra le realtà sociali e gli ideali della tradizione. La carriera di Yi può essere divisa in tre periodi. Il primo periodo, quello in cui scrisse Senza cuore, va dal 1910 al 1919 e presenta un forte attacco alla società tradizionale coreana, seguito dalla convinzione che la Corea debba adottare una visione del mondo più moderna (ossia "occidentale"). Nel secondo periodo, che incorpora gli anni '20 e '30, Yi divenne uno zelante nazionalista e pubblicò un saggio molto controverso, On the Remaking of National Consciousness (Sulla Ricostruzione della Coscienza Nazionale), che sosteneva una revisione morale della Corea e incolpava i coreani di essere troppo disfattisti. L'ultimo periodo comprende tutti gli anni successivi agli anni '30, in cui Yi si convertì alla religione buddhista. Anche le sue opere risentirono della conversione, assumendo un tono molto più zen. Fu in quest'ultimo periodo che lo scrittore divenne perfino un collaboratore del governo coloniale giapponese.
Il giudizio professionale di Yi era volubile tanto quanto le sue idee politiche. Un aneddoto racconta come il giornalista si fosse avvicinato sentimentalmente alla scrittrice coreana Kim Myeong-sun, esponente del genere della "Donna Nuova", per poi abbandonarla in seguito ad un cambiamento delle sue stesse idee sulla modernità.